# جوناثون كروفورد
جوناثون كروفورد (بالإنجليزية: Jonathon Crawford)‏ هو لاعب كرة قاعدة أمريكي، ولد في 1 نوفمبر 1991 في أوكيتشوبي في الولايات المتحدة.

## وصلات خارجية
- جوناثون كروفورد على موقعبيزبول رفرنس.كوم (الدوري الثانوي) (الإنجليزية)